# Gefährdete Mädchen (1958)
Gefährdete Mädchen ist ein deutsches Sittendrama aus dem Jahre 1958 von Wolfgang Glück mit Gerlinde Locker, Wolf Albach-Retty und Heinz Drache in den Hauptrollen. Der zum großen Teil mit österreichischen Darstellern besetzte Streifen steht in der Tradition der seit der frühen Stummfilmzeit beliebten sogenannten Mädchenhandelfilme.

## Handlung
Die Geschichte spielt im Amüsiermeilenbetrieb und dem Striptease-Milieu von Hamburg-St. Pauli. Dort wird eines Tages die junge Wiener Tänzerin Eva Mannhardt, die an einem Schönheitswettbewerb in der Hansestadt teilnehmen wollte, tot aufgefunden. Obwohl alle Anzeichen einen Unfall als wahrscheinlich erscheinen lassen, bleibt der ermittelnde Kriminalkommissar Maulbeck misstrauisch, denn seit geraumer Zeit beschäftigen ihn die kriminellen Umtriebe einer Mädchenhändler-Bande im Hamburger Rotlicht-Milieu. Zwar kennt man die Drahtzieher, aber man kann ihnen bislang ihre Verbrechen noch nicht nachweisen. Hilfe naht in Gestalt der Wiener Kriminalkommissarin Christa Ritter, die nach Hamburg kommt, um den dortigen Kollegen unter die Arme zu greifen. Ritter will unbedingt in die Halbwelt eintauchen, um von dort besser an die Täter heranzukommen und vielleicht den einen oder anderen Beweis zu sichern. Mit Hilfe des undurchsichtigen Fotografen Heinz Sanders, den sie kurz zuvor bei einer Miss-Wahl kennen gelernt hatte, findet die Wiener Polizistin eine Beschäftigung als Bardame in dem halbseidenen Etablissement "Garten Eden". 
Dort werden willige, junge Mädchen zu Tänzerinnen ausgebildet und mit dem Versprechen geködert, im Ausland eine große Bühnenkarriere zu starten. Anschließend werden sie als „Frischfleisch“ für zahlungskräftige Kunden verschifft. In der Regel, so hat man erfahren, landen die naiven jungen Europäerinnen am Zielort nicht auf der Showbühne, sondern im Bordell. Auch die beiden jungen Wienerinnen Erika und Sonja sind mit der Hoffnung auf eine Tanzkarriere nach Hamburg gekommen und drohen, das gleiche Schicksal zu erleiden. Die Chefs der Mädchenhandel-Bande, der sich nach außen hin seriös gebende Dr. Thomas Jensen und sein bulliger Handlanger Mario Cortez, gehören zu den Stammgästen des "Garten Eden" und sind mal wieder auf der Suche nach neuen jungen Opfern. Die unbedarfte Erika lässt sich gern von dem Altherren-Charme Jensens einlullen. Das Kartell des Bösen droht aufzufliegen, als die Tänzerin Draga gegenüber der Polizei durchblicken lässt, einiges über die Hintergründe der Bande zu wissen und ist auch bereit, darüber zu sprechen. Dies bekommen natürlich auch die Verbrecher mit, und plötzlich ist Draga spurlos verschwunden. Nun muss die Hamburger Polizei mit Hilfe der Wiener Kollegin schnellstens handeln, um den Mädchenhändlerring zu zerschlagen.

## Produktionsnotizen
Gefährdete Mädchen entstand im Herbst 1957 in Wien und Hamburg und wurde am 6. März 1958 im hannoverschen Regina-Kino uraufgeführt.
Diesem Filmstoff folgten 1959 zwei weitere thematisch ähnlich gelagerte Glück-Inszenierungen desselben Genres, Das Nachtlokal zum Silbermond und Mädchen für die Mambo-Bar (erneut mit Gerlinde Locker in der weiblichen Hauptrolle), die von dem Produzenten der Berliner Firma Rex-Film Bloemer & Co., Ernest Müller, ähnlich billig hergestellt wurden und einen großen Profit versprachen.

## Wissenswertes
Unmittelbar im Anschluss an diesen Film drehte Heinz Drache 1958 für dieselbe Produktionsfirma den thematisch nicht ganz unähnlichen Film Die Straße, die Geschichte von einem „gefallenen Mädchen“ im Großstadtdschungel. Seine Filmpartner waren wie schon in Gefährdete Mädchen Edith Elmay, Marina Petrova und Horst Beck.

## Kritiken
Der Filmdienst ließ kein gutes Haar an dem Film: „Kriminalschund aus dem Halb- und Unterweltsmilieu — unrealistisch, kritiklos und mit einer verlogenen Liebesgeschichte angereichert.“